# لاکهید مارتین اکس-۵۹ کیواس‌اس‌تی
لاکهید مارتین اکس-۵۹ کیواس‌اس‌تی  (به انگلیسی: Lockheed Martin X-59 Quesst) ("فناوری سوپرسونیک آرام")، که گاهی به آن QueSST می‌گویند، یک هواپیمای آزمایشی مافوق صوت آمریکایی است که در اسکانک ورکس برای پروژه نمایشگر پرواز کم بوم ناسا توسعه می‌یابد. طراحی اولیه در فوریه ۲۰۱۶ آغاز شد و اکس-۵۹ برای شروع آزمایش پرواز در سال ۲۰۲۱ برنامه‌ریزی شد. پس از تاخیرها، از ژانویه ۲۰۲۴، برنامه‌ریزی شده‌است که برای پرواز آزمایشی در سال ۲۰۲۴ به ناسا تحویل داده شود. انتظار می‌رود که در ماخ ۱٫۴۲ (۱٬۵۰۸٫۵۱ کیلومتر بر ساعت؛ ۹۳۷٫۳۴ مایل بر ساعت) پرواز کند در ارتفاع ۵۵٬۰۰۰ فوت (۱۶٬۸۰۰ متر)، ایجاد یک ضریب 75 سطح نویز درک شده مؤثر (EPNdB) برای ارزیابی قابلیت پذیرش ترابری فراصوت.

## توسعه

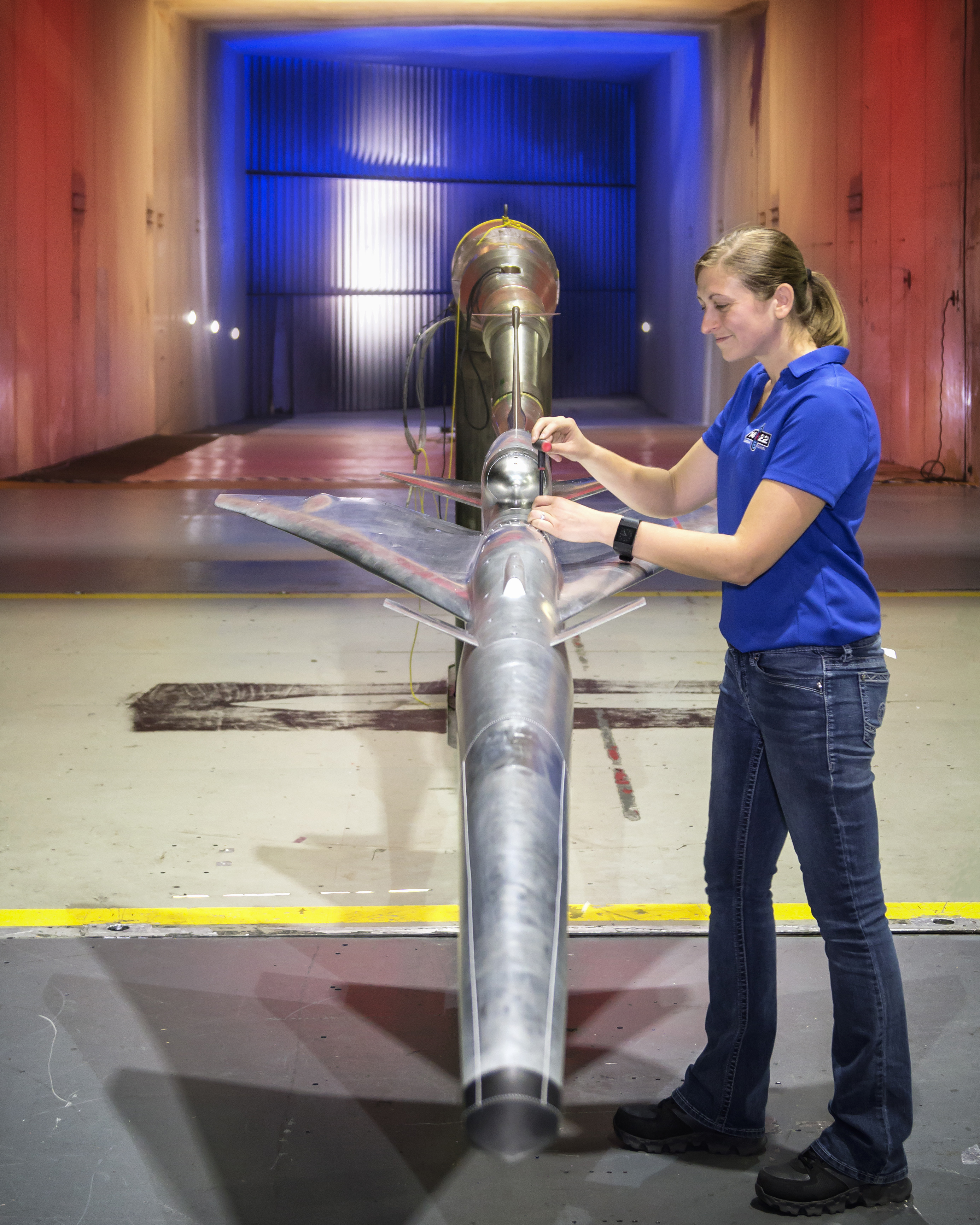
مدلی در یک تونل باد در ناسا لانگلی، سپتامبر ۲۰۱۷

در فوریه ۲۰۱۶، لاکهید مارتین یک قرارداد طراحی اولیه با هدف پرواز در بازه زمانی ۲۰۲۰ منعقد شد. یک مدل در مقیاس ۹ درصد قرار بود بین فوریه و آوریل ۲۰۱۷ از ۰٫۳ ماخ تا ۱٫۶ ماخ آزمایش شود بررسی اولیه طراحی در ابتدا قرار بود تا ژوئن ۲۰۱۷ تکمیل شود در حالی که ناسا برای درخواست پیشنهادهای اوت ۲۰۱۷ سه درخواست دریافت کرد، لاکهید تنها پیشنهاد دهنده بود.
در ۲ آوریل ۲۰۱۸، ناسا قراردادی ۲۴۷٫۵ میلیون دلاری به لاکهید مارتین برای طراحی، ساخت و تحویل در اواخر سال ۲۰۲۱ اعطا کرد. در ۲۶ ژوئن ۲۰۱۸، نیروی هوایی ایالات متحده به ناسا اطلاع داد که نام اکس-۵۹ QueSST را به نمایشگر اختصاص داده‌است. در ماه اکتبر، ناسا لنگلی تکمیل شده بود سه هفته آزمایش تونل باد در یک مدل در مقیاس ۸٪، با AOA بالا تا ۵۰ درجه و ۸۸ درجه با سرعت بسیار کم، از ۱۳ درجه در کمپین‌های تونل قبلی. آزمایش برای پایداری و کنترل استاتیک، نوسانات اجباری دینامیکی، و تجسم جریان لیزری، گسترش پیش‌بینی‌های تجربی و محاسباتی قبلی بود.
از ۵ نوامبر ۲۰۱۸، ناسا قرار بود آزمایش‌هایی را در طول دو هفته برای جمع‌آوری بازخورد آغاز کند: روزانه تا ۸ ضربه در مکان‌های مختلف که توسط ۲۰ حسگر نویز نظارت می‌شد و توسط ۴۰۰ ساکن توصیف می‌شد و ۲۵ دلار در هفته غرامت دریافت می‌کرد. برای شبیه‌سازی ضربه، یک مک‌دانل داگلاس اف/ای-۱۸ هورنت در حال غواصی از ۵۰٬۰۰۰ فوت (۱۵٬۲۰۰ متر) است. برای مدت کوتاهی مافوق صوت برای کاهش امواج ضربه ای بر فراز گالوستون، تگزاس، یک جزیره، و رونق قوی تر روی آب. در آن زمان، لاکهید مارتین ماشینکاری قسمت اول را در پالمدیل، کالیفرنیا آغاز کرده بود.
در می ۲۰۱۹، قطعات اصلی ساختاری اولیه در مجموعه ابزار بارگذاری شد. در ژوئن، مونتاژ در حال انجام بود. سیستم بینایی خارجی (XVS) بر روی کینگ ایر در ناسا لانگلی آزمایش شد. این باید با آزمایش‌های تونل باد با سرعت بالا برای تأیید پیش‌بینی عملکرد ورودی با یک مدل مقیاس ۹٫۵٪ در مرکز تحقیقات ناسا گلن دنبال شود.
بررسی طراحی حیاتی با موفقیت در تاریخ ۹ تا ۱۳ سپتامبر، قبل از گزارش IRB به برنامه سیستم‌های هوانوردی یکپارچه ناسا تا نوامبر برگزار شد. سپس، ۸۰–۹۰٪ از نقشه‌ها باید به مهندسی رها شود. مونتاژ بال قرار بود در سال ۲۰۲۰ تکمیل شود در دسامبر ۲۰۲۰، ساخت و ساز با اولین پرواز در نیمه راه تکمیل شد و سپس برای سال ۲۰۲۲ برنامه‌ریزی شد.
پس از آزمایش ترخیص پرواز در مرکز تحقیقات پرواز آرمسترانگ، یک اعتبارسنجی صوتی شامل تصویربرداری هوا به هوا از شلیرن با نور پس‌زمینه خورشید برای تأیید آزمایش الگوی موج شوک قرار بود تا سپتامبر ۲۰۲۲ انجام شود  ناسا قصد داشت آزمایش‌های پروازی را بر فراز شهرهای ایالات متحده انجام دهد تا ایمنی و عملکرد فناوری‌های مافوق صوت آرام اکس-۵۹ را بررسی کند و واکنش‌های جامعه را برای تنظیم‌کننده‌ها ارزیابی کند، که می‌تواند سفر مافوق صوت تجاری بر روی زمین را امکان‌پذیر کند. 
از سال ۲۰۱۸، آزمایش‌های پروازی با واکنش جامعه که از سال‌های ۲۰۲۳ تا ۲۰۲۵ شروع می‌شود، برنامه‌ریزی شده بود تا برای نشست کمیته حفاظت از محیط‌زیست هوانوردی ایکائو (CAEP13) برای ایجاد استاندارد بوم صوتی استفاده شود. از سال ۲۰۲۲، قرار بود نتایج پروازهای اجتماعی در سال ۲۰۲۷ به ICAO و FAA تحویل داده شود تا تصمیمی برای تجدید نظر در قوانین سفر تجاری مافوق صوت بر روی زمین در سال ۲۰۲۸ گرفته شود
ناسا از نصب موتور جنرال الکتریک F-414-GE-100 بر روی اکس-۵۹ خبر داد که در اوایل نوامبر ۲۰۲۲ در کارخانه اسکانک ورکس لاکهید مارتین در پالمدیل، کالیفرنیا انجام شد. موتور ۱۳ فوت (۴٫۰ متر) طول دارد و ۲۲٬۰۰۰ پوند-نیرو (۹۸ کیلونیوتن) از رانش. از دسامبر ۲۰۲۳ و اوایل ژانویه ۲۰۲۴، اولین پرواز اکس-۵۹ برای سال ۲۰۲۴ برنامه‌ریزی شده‌است
لاکهید مارتین ویدئویی را منتشر کرد که نشان می‌دهد یک اکس-۵۹ مونتاژ شده در ۴ اوت ۲۰۲۳ از آشیانه بیرون می‌آید در ۵ ژانویه ۲۰۲۴، لاکهید مارتین یک بیانیه مطبوعاتی در مورد «رونمایی» اکس-۵۹ در عرض یک هفته منتشر کرد، که در ۱۲ ژانویه ۲۰۲۴ فاش شد

## طرح

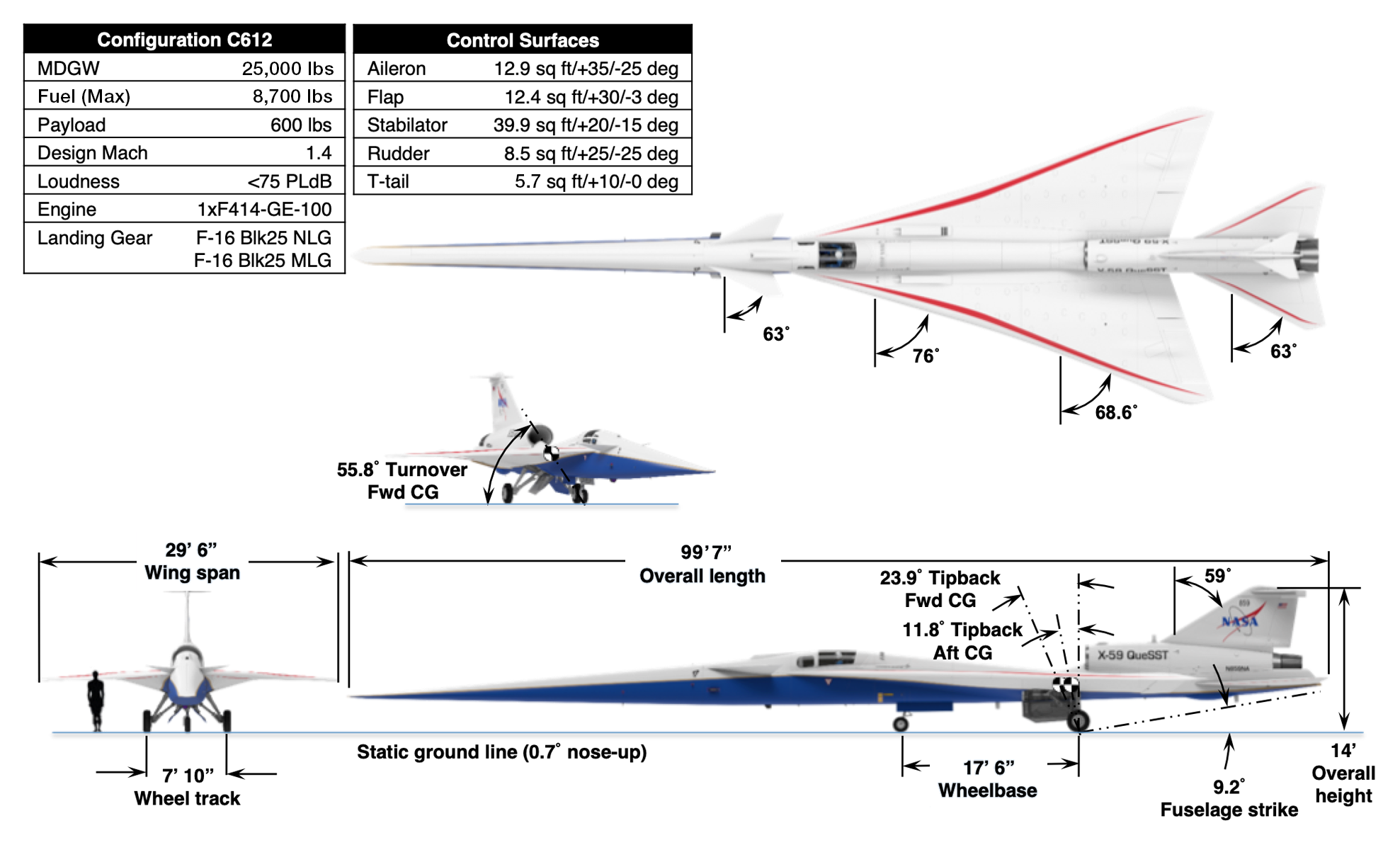
ویژگی‌های اکس-۵۹

غرش صوتی کم هواپیمای-اکس ۹۹٫۷ فوت (۳۰٫۴ متر) است طول با ۲۹٫۵ فوت (۹٫۰ متر) طول بال برای حداکثر وزن برخاست ۳۲٬۳۰۰ پوند (۱۴٬۷۰۰ کیلوگرم). این موتور توسط یک موتور جنرال الکتریک F414 حرکت می‌کند و باید به حداکثر سرعت ۱٫۵ یا ۹۹۰ مایل بر ساعت (۱٬۵۹۰ کیلومتر بر ساعت) ماخ برسد. و با سرعت ۱٫۴۲ یا ۹۴۰ مایل بر ساعت (۱٬۵۱۰ کیلومتر بر ساعت) ماخ حرکت کنید در ۵۵٬۰۰۰ فوت (۱۶٬۸۰۰ متر). کابین خلبان، صندلی پرتابی و سایبان از یک نورثروپ T-38 و ارابه فرود از یک F-16 تهیه شده‌است. با پس سوز موتورش ۲۲٬۰۰۰ پوند-نیرو (۹۸ کیلونیوتن) میده از رانش.
از سال ۲۰۱۷، انتظار می‌رفت که صدای زمین حدود ۶۰ باشد dB(A)، حدود ۱/۱۰۰۰ به اندازه هواپیماهای مافوق صوت فعلی. این امر با استفاده از یک بدنه باریک و بلند و کانارد برای جلوگیری از ادغام امواج ضربه ای حاصل می‌شد. یک پیش‌بینی در سال ۲۰۱۸ این بود که هواپیما یک ضربه 75 EPNdB روی زمین ایجاد می‌کند، به اندازه بستن در ماشین، در مقایسه با 105-110 EPNdB برای کنکورد. موتور مرکزی دارای ورودی در بالا برای بوم کم است، اما اعوجاج جریان ورودی به دلیل گردابه‌ها یک نگرانی است.
کابین خلبان به این معنی است که مخروط بینی بلند و نوک تیز تمام دید رو به جلو را مسدود می‌کند. X-59 از یک سیستم دید پروازی پیشرفته (EVS)، متشکل از یک دوربین 4K رو به جلو با زاویه دید ۳۳ درجه در ۱۹ درجه استفاده می‌کند که کمبود دید رو به جلو را جبران می‌کند.
در ژانویه ۲۰۱۹، شرکت تابعه یونایتد تکنالوجیز کالینز اروسپیس برای تأمین تجهیزات اویونیک پرو لاین فیوژن اتاقک خلبان انتخاب شد که نمایشگر بوم روی زمین و EVS با حسگرهای مادون قرمز موج بلند. سیستم تصویربرداری چندطیفی Collins EVS-3600، در زیر دماغه، برای فرود استفاده می‌شود، در حالی که سیستم دید خارجی ناسا (XVS)، در جلوی کابین خلبان، نمای رو به جلو را ارائه می‌دهد.